# Nävertjärnen (Åsele socken, Lappland)
Nävertjärnen är en sjö i Åsele kommun i Lappland och ingår i Gideälvens huvudavrinningsområde. Sjön har en area på 0,296 kvadratkilometer och ligger 347,9 meter över havet.

## Delavrinningsområde
Nävertjärnen ingår i det delavrinningsområde (714439-157664) som SMHI kallar för Inloppet i Gransjön. Medelhöjden är 410 meter över havet och ytan är 35,3 kvadratkilometer. Räknas de 11 avrinningsområdena uppströms in blir den ackumulerade arean 202,06 kvadratkilometer. Avrinningsområdets utflöde Gideälven mynnar i havet. Avrinningsområdet består mestadels av skog (68 procent) och sankmarker (25 procent). Avrinningsområdet har 1,11 kvadratkilometer vattenytor vilket ger det en sjöprocent på 1,7 procent.